# Plotosus japonicus
Plotosus japonicus är en fiskart som beskrevs av Yoshino och Noriaki Kishimoto 2008. Plotosus japonicus ingår i släktet Plotosus och familjen Plotosidae. Inga underarter finns listade i Catalogue of Life.